# Susa (Itália)
Susa é uma comuna italiana da região do Piemonte, província de Turim, com cerca de 6.682 habitantes. Estende-se por uma área de 11,26 km², tendo uma densidade populacional de 577 hab/km². Faz fronteira com Mompantero, Bussoleno, Giaglione, Gravere, Meana di Susa, Mattie.
Era conhecida como Segúsio (Segusium) durante o período romano.

## Demografia
| Variação demográfica do município entre 1861 e 2011                               |
|                                                                                   |
| Fonte: Istituto Nazionale di Statistica (ISTAT) - Elaboração gráfica da Wikipedia |